# Port lotniczy Zhuhai-Jinwan
Port lotniczy Zhuhai-Jinwan (IATA: ZUH, ICAO: ZGSD) – port lotniczy położony 50 km zachód od centrum Zhuhai, w prowincji Guangdong, w Chińskiej Republice Ludowej.
Port lotniczy Zhuhai-Jinwan także jest gospodarzem China International Aviation & Aerospace Exhibition, największych targów lotniczych w Chinach.

## Linie lotnicze i połączenia
| Linia Lotnicza            | Kierunek |
| ------------------------- | --- |
| 9 Air                     | 1. Guiyang 2. Turfan |
| Chang’an Airlines         | 1. Xi’an |
| Air China                 | 1. Pekin 2. Pekin-Daxing 3. Chengdu-Shuangliu 4. Chengdu-Tianfu 5. Chongqing 6. Dazhou 7. Szanghaj-Pudong 8. Tiencin 9. Wuhan |
| Air China Inner Mongolia  | 1. Pekin |
| Air Travel                | 1. Lijiang 2. Wuxi |
| Beijing Capital Airlines  | 1. Haikou |
| Chengdu Airlines          | 1. Chengdu-Tianfu 2. Zunyi |
| China Eastern Airlines    | 1. Pekin-Daxing 2. Chengdu-Tianfu 3. Harbin 4. Kunming 5. Lanzhou 6. Nanchang 7. Nankin 8. Ningbo 9. Ordos 10. Szanghaj-Pudong 11. Xi’an |
| China Express Airlines    | 1. Quzhou 2. Wuhu |
| China Southern Airlines   | 1. Pekin-Daxing 2. Changchun 3. Changsha 4. Chengdu-Tianfu 5. Chongqing 6. Dalian 7. Guiyang 8. Haikou 9. Hangzhou 10. Harbin 11. Hefei 12. Hohhot 13. Kunming 14. Lanzhou 15. Luzhou 16. Nankin 17. Nantong 18. Sanya 19. Szanghaj-Pudong 20. Shenyang 21. Taiyuan 22. Urumczi 23. Wuhan 24. Xi’an 25. Yancheng 26. Yiwu 27. Zhengzhou |
| China United Airlines     | 1. Pekin-Daxing 2. Ordos 3. Wenzhou |
| Chongqing Airlines        | 1. Chongqing 2. Daocheng |
| Colorful Guizhou Airlines | 1. Guiyang 2. Ningbo 3. Xingyi |
| Donghai Airlines          | 1. Haikou 2. Hangzhou 3. Hefei 4. Jingzhou 5. Lanzhou 6. Longnan 7. Nankin 8. Nantong 9. Quanzhou 10. Taiyuan 11. Wuhan 12. Xining 13. Yichang |
| Fuzhou Airlines           | 1. Harbin 2. Wuhan |
| GX Airlines               | 1. Fuyang 2. Haikou 3. Huangshan 4. Lianyungang |
| Hainan Airlines           | 1. Chongqing 2. Dalian 3. Fuzhou 4. Haikou 5. Hangzhou 6. Harbin 7. Hefei 8. Lanzhou 9. Nanchang 10. Taiyuan 11. Wenzhou 12. Xi’an 13. Yantai 14. Zhengzhou |
| Hebei Airlines            | 1. Pekin-Daxing 2. Shijiazhuang |
| Juneyao Airlines          | 1. Szanghaj-Hongqiao 2. Szanghaj-Pudong |
| Kunming Airlines          | 1. Kunming |
| LJ Air                    | 1. Harbin 2. Hefei 3. Taiyuan |
| Loong Air                 | 1. Changchun 2. Hangzhou 3. Harbin 4. Jinan 5. Jinggangshan 6. Xuzhou |
| Lucky Air                 | 1. Guiyang 2. Kunming 3. Lijiang |
| Okay Airways              | 1. Nanchang 2. Xi’an |
| Qingdao Airlines          | 1. Qingdao 2. Taizhou |
| Shandong Airlines         | 1. Pekin 2. Changchun 3. Chongqing 4. Dalian 5. Fuzhou 6. Hangzhou 7. Jinan 8. Nanchang 9. Qingdao 10. Szanghaj-Hongqiao 11. Shijiazhuang 12. Wenzhou 13. Yantai 14. Zhengzhou |
| Shanghai Airlines         | 1. Szanghaj-Hongqiao |
| Shenzhen Airlines         | 1. Changchun 2. Changzhou 3. Nankin 4. Nantong 5. Shenyang 6. Wuxi 7. Xiangyang 8. Yuncheng |
| Sichuan Airlines          | 1. Chengdu-Shuangliu 2. Chengdu-Tianfu 3. Chongqing 4. Xichang |
| Spring Airlines           | 1. Nanchang 2. Ningbo 3. Shenyang 4. Shijiazhuang 5. Yangzhou |
| Suparna Airlines          | 1. Qingdao 2. Wuhan |
| Tianjin Airlines          | 1. Ezhou 2. Ganzhou 3. Guiyang 4. Haikou 5. Hohhot 6. Tiencin 7. Urumczi 8. Xi’an |
| Urumqi Air                | 1. Zhengzhou |
| West Air                  | 1. Chongqing 2. Hefei 3. Hohhot 4. Zhengzhou |
| Xiamen Air                | 1. Fuzhou 2. Hangzhou 3. Quanzhou 4. Tiencin 5. Xiamen 6. Yinchuan 7. Zunyi |